# Kawasaki Yasumasa
Yasumasa Kawasaki (川﨑 裕大 Kawasaki Yasumasa, sinh ngày 20 tháng 8 năm 1992) là một cầu thủ bóng đá người Nhật Bản. Anh thi đấu cho Yokohama FC.

## Sự nghiệp
Yasumasa Kawasaki gia nhập câu lạc bộ tại J1 League Sanfrecce Hiroshima năm 2015. Ngày 15 tháng 3 năm 2017, anh ra mắt ở J.League Cup (v Ventforet Kofu). In tháng 8, anh chuyển đến Yokohama FC.

## Thống kê câu lạc bộ
Cập nhật đến ngày 22 tháng 2 năm 2018.
| Thành tích câu lạc bộ | Thành tích câu lạc bộ | Thành tích câu lạc bộ | Giải vô địch | Giải vô địch | Cúp                   | Cúp                   | Cúp Liên đoàn | Cúp Liên đoàn | Châu lục | Châu lục  | Tổng cộng | Tổng cộng |
| Mùa giải              | Câu lạc bộ            | Giải vô địch          | Số trận      | Bàn thắng    | Số trận               | Bàn thắng             | Số trận       | Bàn thắng     | Số trận  | Bàn thắng | Số trận   | Bàn thắng |
| Nhật Bản              | Nhật Bản              | Nhật Bản              | Giải vô địch | Giải vô địch | Cúp Hoàng đế Nhật Bản | Cúp Hoàng đế Nhật Bản | J. League Cup | J. League Cup | AFC      | AFC       | Tổng cộng | Tổng cộng |
| --------------------- | --------------------- | --------------------- | ------------ | ------------ | --------------------- | --------------------- | ------------- | ------------- | -------- | --------- | --------- | --------- |
| 2015                  | Sanfrecce Hiroshima   | J1 League             | 0            | 0            | 0                     | 0                     | 0             | 0             | –        | –         | 0         | 0         |
| 2016                  | Sanfrecce Hiroshima   | J1 League             | 0            | 0            | 0                     | 0                     | 0             | 0             | 0        | 0         | 0         | 0         |
| 2017                  | Sanfrecce Hiroshima   | J1 League             | 0            | 0            | 0                     | 0                     | 6             | 0             | –        | –         | 6         | 0         |
| 2017                  | Yokohama FC           | J2 League             | 1            | 0            | –                     | –                     | –             | –             | –        | –         | 1         | 0         |
| Tổng                  | Tổng                  | Tổng                  | 1            | 0            | 0                     | 0                     | 6             | 0             | 0        | 0         | 7         | 0         |